# Zé Carlos (Fußballspieler, 1962)
José Carlos da Costa Araújo, bekannt als Zé Carlos (* 7. Februar 1962 in Rio de Janeiro; † 24. Juli 2009 ebenda) war ein brasilianischer Fußballtorwart.
Er verstarb in einem Krankenhaus in Rio de Janeiro an einem Krebsleiden.

## Karriere

### Verein
Zé Carlos war zwischen 1983 und 2000 aktiv. Seine Karriere begann der Torhüter bei den Americano FC (RJ). Nach kurzer Zeit wechselte er erstmals zum CR Flamengo, blieb aber auch hier nur wenige Monate, bis er 1984 bei Rio Branco AC anheuerte. Nach einem kurzen Gastspiel bei Rio Branco, zog es Zé Carlos wieder nach Rio de Janeiro. Dort schaffte er dann seinen sportlichen Durchbruch und gewann mit Flamengo 1987 die Copa União 1987. Dieser wurde vom Verband aber nicht als Titelgewinn der Meisterschaft anerkannt. Schon 1986 konnte er mit dem Klub die Staatsmeisterschaft von Rio de Janeiro gewinnen und 1991 diesen Erfolg wiederholen. Nach sieben Jahren trennte er sich von Flamengo und unterzeichnete beim Cruzeiro EC, wo er aber nur für wenige Spiele blieb. Noch während der Saison zog es ihn ins Ausland, wo er von 1992 bis 1994 in Portugal für den SC Farense spielte. In der Saison 1993/93 wurde er mit Farense sechster in der Liga. Es war die beste Platzierung seit 1980. Im Sommer 1994 wechselte der Torhüter zu Ligakonkurrent Vitória Guimarães. Dort erspielte er sich mit dem Klub Rang vier in der Liga hinter Meister FC Porto, Benfica und Sporting Lissabon. Während dieser Zeit gelang es Zé Carlos allerdings nicht einen Stammplatz zu erkämpfen und er fand sich oft auf der Wechselbank wieder. Nach einer Saison entschloss er sich im Sommer 1995 zum Transfer zum Aufsteiger FC Felgueiras. Nachdem dieser die Klasse aber nicht halten konnte, zog es Zé Carlos wieder nach Brasilien, wo er bei seinem früheren Klub Flamengo unterkam. Aber auch hier wurde der Torwart nicht glücklich und 1997 verließ er Rio, um schließlich das Tor des EC Vitória zu hüten. Nachdem er auch beim ECV ohne viel Spielzeit geblieben war, entschloss er sich zum Rückzug aus dem aktiven Profifußball. Doch bereits 1999 gab er erst bei XV de Piracicaba und schließlich für América FC sein Comeback. Letzte Station war dann 2000 Tubarão FC. Während seiner aktiven Laufbahn war Zé Carlos für elf Vereine aktiv. Die meisten Spiele, insgesamt 352, bestritt er für Flamengo.

### Nationalmannschaft
Zé Carlos wurde mehrfach in die brasilianische Fußballnationalmannschaft berufen, bestritt insgesamt jedoch lediglich drei Spiele, da er meist nur der Ersatztorhüter hinter Taffarel war. Er stand während der Olympischen Sommerspiele 1988, der erfolgreichen Copa América 1989 und der Fußball-Weltmeisterschaft 1990 im Kader, wobei er allerdings nicht zum Einsatz kam.

## Erfolge
Nationalmannschaft
- Copa América: 1989

Flamengo
- Taça Guanabara: 1984, 1988, 1989, 1996
- Taça Rio: 1985, 1986, 1991, 1996
- Staatsmeisterschaft von Rio de Janeiro: 1986, 1991, 1996
- Copa do Brasil: 1990
- Staatspokal von Rio de Janeiro: 1991
- Copa de Oro Nicolás Leoz

Cruzeiro
- Supercopa Sudamericana: 1992
- Staatsmeisterschaft von Minas Gerais: 1992

Vitória
- Copa do Nordeste: 1997
- Staatsmeisterschaft von Bahia: 1997